# Alan Stivell

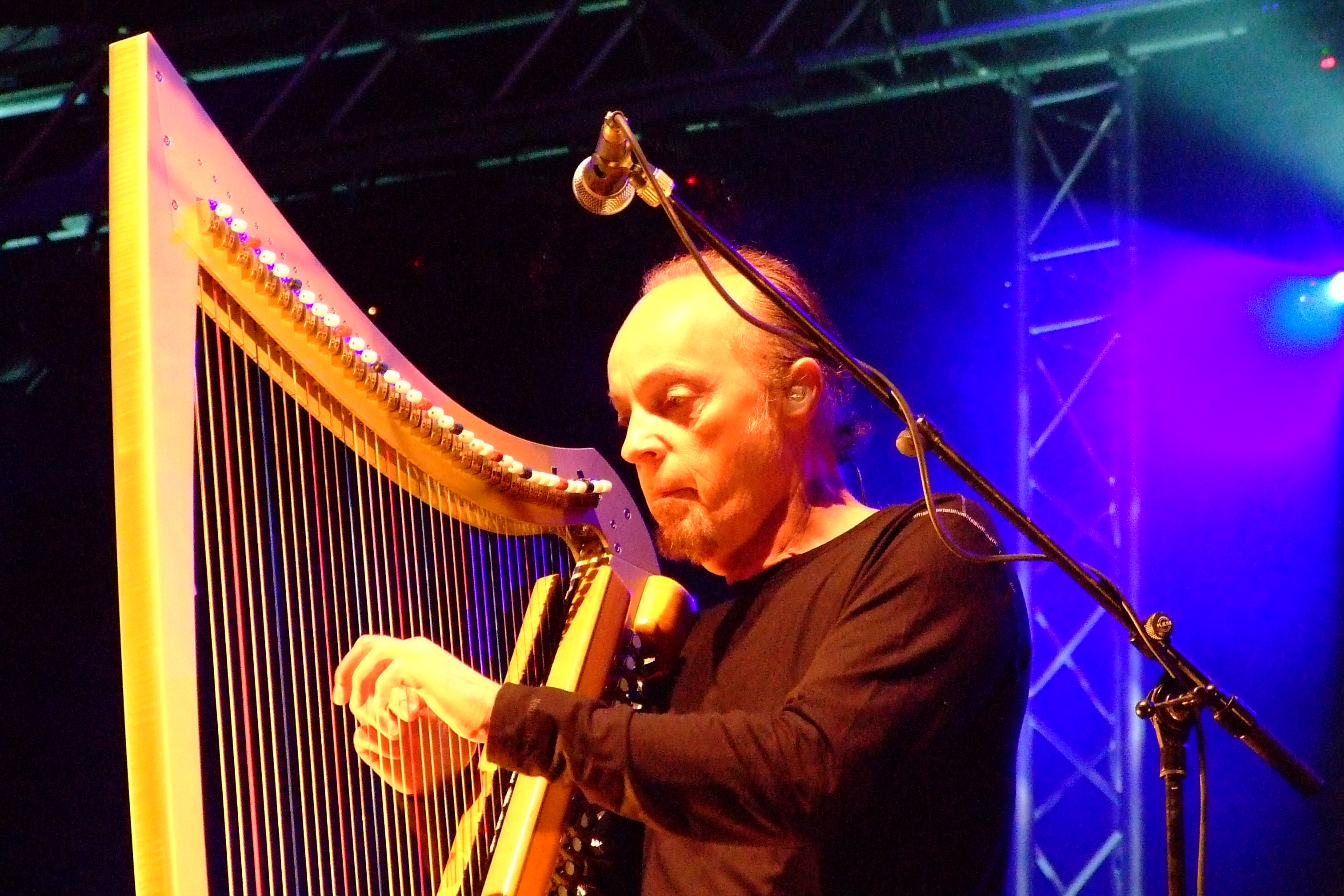
Alan Stivell auf dem Bardentreffen in Nürnberg, 2007

Alan Stivell (* 6. Januar 1944 in Riom, Frankreich; bürgerlich Alain Cochevelou) ist ein französischer Musiker und Sänger bretonischer Musik. Er ist besonders als Harfenist und für seine Verbindung von Folk und Rockmusik bekannt.

## Leben

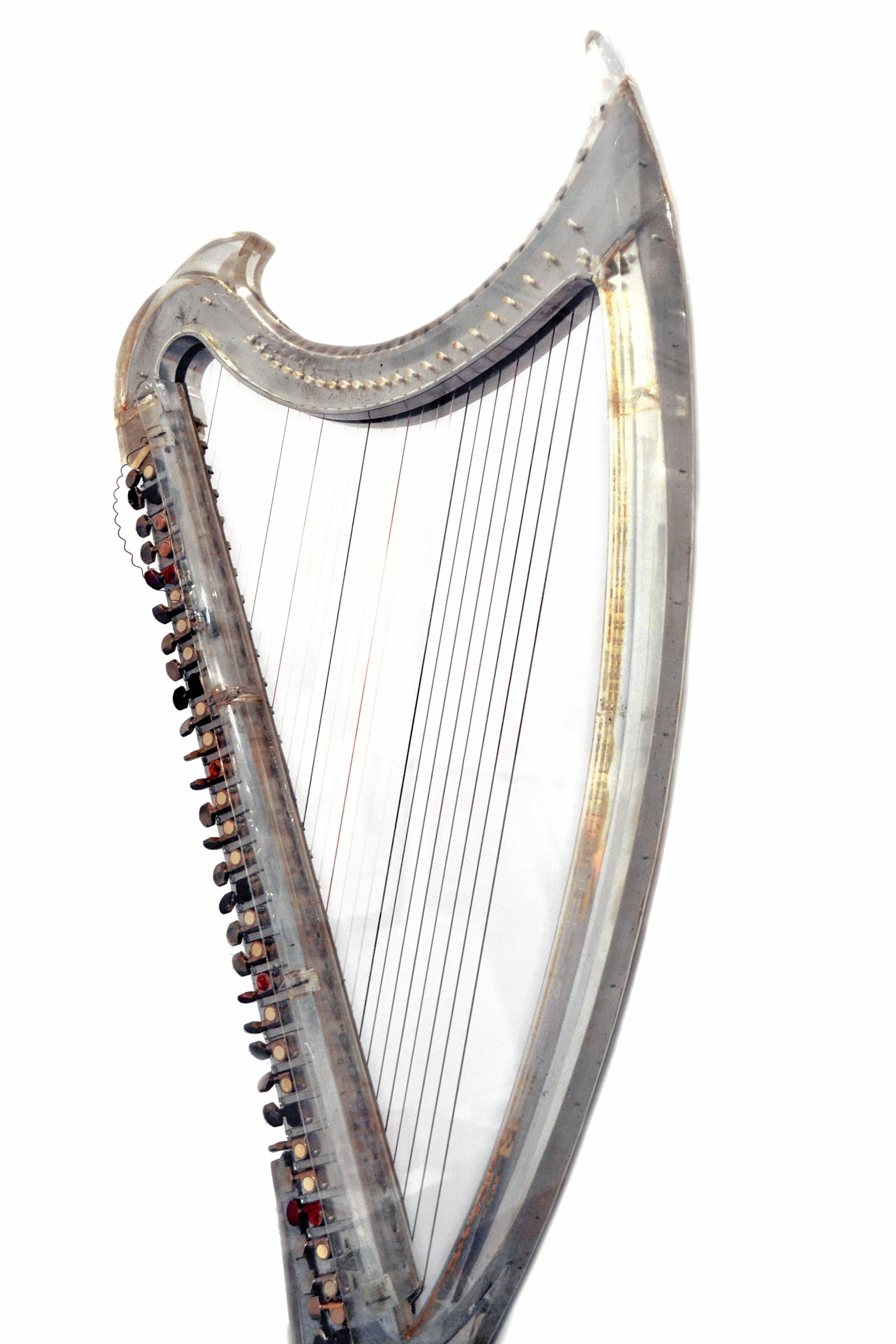
„Kristallharfe“ nach einem Entwurf Stivells, 1987

Stivell wurde in der auvergnatischen Stadt Riom geboren und wuchs im Département Morbihan in der Südbretagne und in Paris auf. Er erlernte schon als kleines Kind das Klavierspiel. Seine Mutter Fanny-Julienne Dobroushkess war litauisch-jüdischer Herkunft und sein Vater Jord (Georges) Cochevelou war Beamter im französischen Finanzministerium, welcher die erste Keltische Harfe der Neuzeit entwickelte, nachdem dieses Instrument über Jahrhunderte weder gebaut noch gespielt worden war. Als Alan neun Jahre alt war, begann er, auf dieser Harfe zu spielen, und trat schon wenig später erstmals öffentlich auf. 1957 begann er damit, die bretonische Sprache und das Dudelsackspielen zu erlernen. 1966 baute sein Vater für ihn eine Bardische Harfe, die im Gegensatz zur Keltischen Harfe mit Bronzesaiten bespannt ist.
1967 nahm Cochevelou den Künstlernamen „Alan Stivell“ an. Stivell bedeutet „Quelle“ auf Bretonisch. Der Name verweist auf seinen französischen Namen Cochevelou, eine Umdeutung von Bretonisch kozh stivelloù („die alten Quellen“). Für Stivell waren die Keltische und die Bardische Harfe Medien, sich mit der lange Zeit nahezu unbekannten und verachteten bretonisch-keltischen Kultur und Mythologie verbunden zu fühlen. Durch zahlreiche weltweite Auftritte machte er die Keltische Harfe bekannt. Durch seinen Gesang, unter anderem in Bretonisch, Walisisch, Irisch und Schottisch-Gälisch, stellte er als einer der Ersten die geschichtliche und kulturelle Verbundenheit des inselkeltischen Siedlungsraumes in den Mittelpunkt.
Ende 1976 war Stivell im Wiener Konzerthaus zu Gast und gestaltete seinen Auftritt zum „Fest-noz“, dem traditionellen Volksfest der Bretagne. Seit den 1980er Jahren konstruiert er eigene Harfen, sowohl im herkömmlichen Stil als auch elektroakustische.
2008 wurde der zwei Jahre zuvor entdeckte Asteroid (45299) Stivell nach ihm benannt.
Im Mai 2009 intonierte Stivell die „bretonische Nationalhymne“ im Stade de France vor Anpfiff des rein bretonischen Endspiels um den französischen Fußballpokal zwischen Stade Rennes (Stad Roazhon) und EA Guingamp (War-raok Gwengamp). Am 10. September 2011 stand Alan Stivell beim Festival Mediaval in Selb zum ersten Mal seit 2007 wieder live in Deutschland auf der Bühne.

## Adaptionen

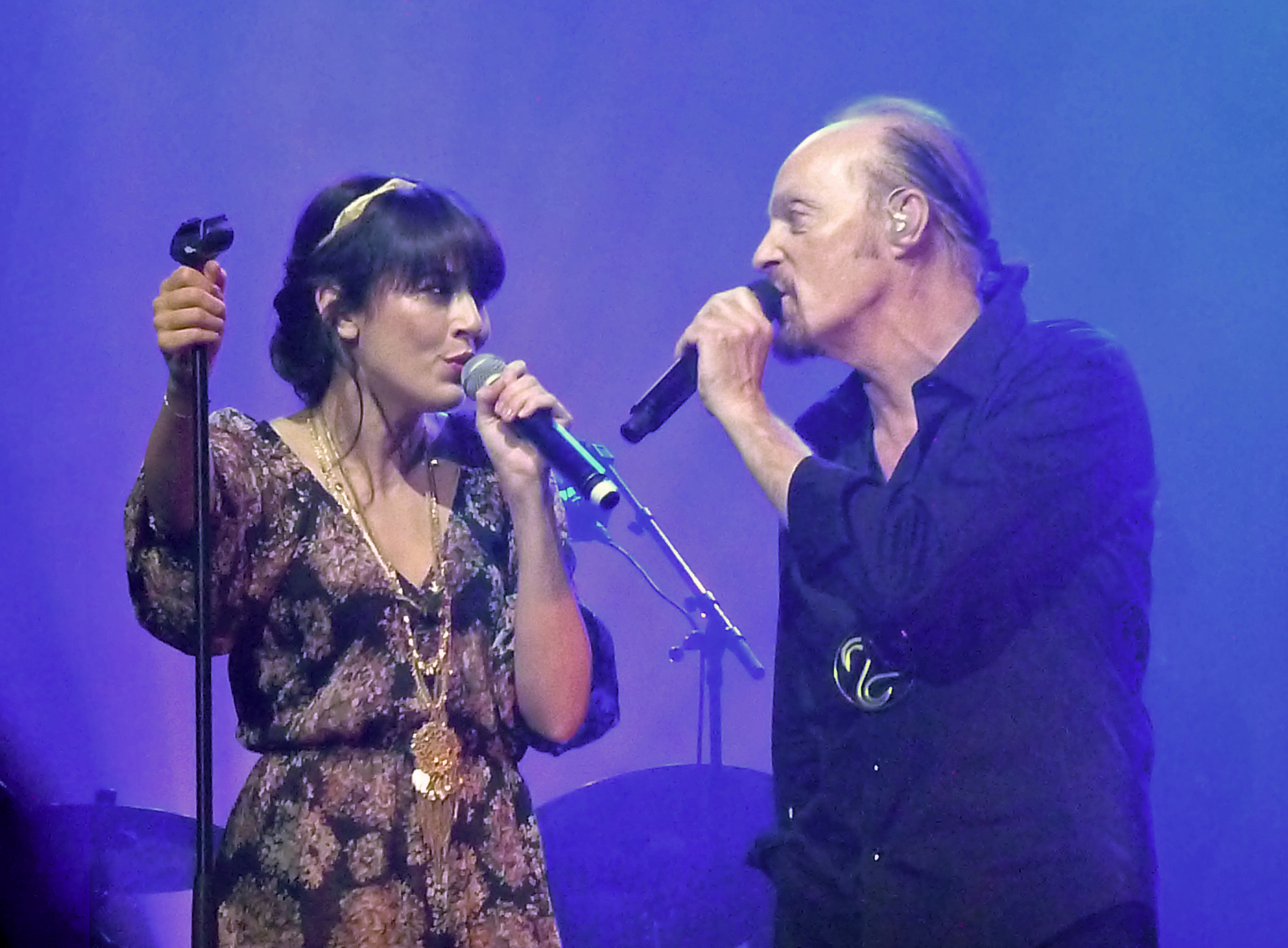
Stivell mit Nolwenn Leroy in Paris (Olympia), 2012

Die französische Hip-Hop-Formation Manau adaptierte den Refrain des durch Stivell bekannt gewordenen Liedes Tri martolod für ihren Hit La tribu de Dana, wodurch es zu Rechtsstreitigkeiten zwischen beiden Parteien kam. 2008 wurde die Melodie von Tri Martolod ebenfalls von der Folk-Metal-Band Eluveitie für ihren Song Inis Mona adaptiert. Nolwenn Leroy trat 2012 zusammen mit Stivell auf und interpretierte dabei mehrere seiner Stücke. Die deutsche Band Santiano veröffentlichte ebenfalls eine Version von Tri Martolod.
Das durch Stivell bekannt gewordene Lied Son ar chistr (aus dem Album Reflets, 1970) wurde von der Gruppe Bots 1976 unter dem Titel Seven dagen lang auf Niederländisch und 1980 auf Deutsch als Sieben Tage lang veröffentlicht.

## Diskografie
| - 1964: Telenn Geltiek / Harpe Celtique - 1970: Reflets - 1972: Renaissance de la Harpe Celtique - 1973: Chemins de terre - 1974: E Langonned - 1976: Trema’n Inis / Vers l'île - 1977: Raok dilestra / Before Landing - 1978: Un dewezh ’Barzh ’gêr / Journée à la maison - 1980: Symphonie Celtique / Tir na nOg - 1981: Terre des vivants / Bed an dud bew - 1983: Légende / Mojenn / Legend - 1985: Harpes du nouvel âge / Telenn a' Skuih-dour - 1991: The Mist of Avalon - 1993: Again - 1995: Brian Boru - 1998: 1 Douar / One Earth - 2000: Back to Breizh - 2002: Au-delà des mots / Beyond Words - 2006: Explore - 2009: Emerald - 2015: AMzer / seasons - 2018: Human ~ Kelt | - 1972: À l’Olympia - 1975: E Dulenn / À Dublin - 1979: International Tour / Tro Ar Bed - 2013: 40th Anniversary Olympia 2012 (CD / DVD) - 1997: 70/95 Zoom - 2004: Parcours (CD / DVD) - 2012: Ar Pep Gwellañ - 1964: Bagad Bleimor (Bagad des Scouts Bleimor) - 1983: Angelo Branduardi (Cercando l’Oro) - 1989: Kate Bush (Sensual World) - 1992: Laurent Voulzy (Caché Derrière) - 1993: Idir (Les chasseurs de lumière) - 1993: České Srdce (Srdce Z Avalonu) - 1994: Glenmor (An Distro Et voici bien ma Terre) - 1999: Armens; Dan Ar Braz & L’Héritage des Celtes; Gilles Servat; Tri Yann (Bretagnes à Bercy) - 1999: Soïg Sibéril (Gwenojenn) - 2003: Carlos Nuñez (Almas de fisterra - The End of the Earth) - 2012: Pat O’May (Celtic Wings) |